# Giao lộ Piccadilly
Piccadilly Circus là một giao lộ chính kết hợp không gian mở công cộng thuộc West End ở thành phố Westminster. Được xây dựng vào năm 1819 để kết nối các con đường chính bao gồm Phố Regent với đường Piccadilly. Giao lộ Piccadilly nổi tiếng với các tấm bảng quảng cáo neon khổng lồ, vị thế giao thông nằm gần các khu vực mua sắm và giải trí lớn khiến giao lộ Piccadilly trở thành một những địa điểm thu hút khách du lịch nhộn nhịp nhất ở thủ đô Luân Đôn.
Về mặt kiến trúc, "circus" trong tiếng Latin là một khu vực công cộng, hình tròn tại ngã tư hoặc một bùng binh, trong khi đó Piccadilly Circus là một ngã ba không có nút giao điểm trung tâm được xây dựng.
Ngày nay, giao lộ Piccadilly kết nối các rạp chiếu phim trên Đại lộ Shaftesbury, cũng như đường Haymarket, Phố Nara Street về phía Quảng trường Leicester và Phố Glasshouse.

## Lịch sử

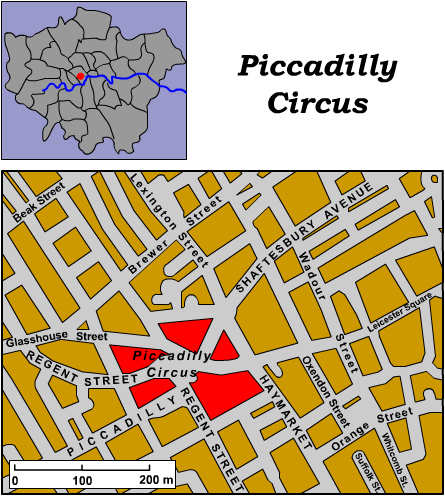
Bản đồ biểu thị giao lộ Piccadilly (phần màu đỏ)

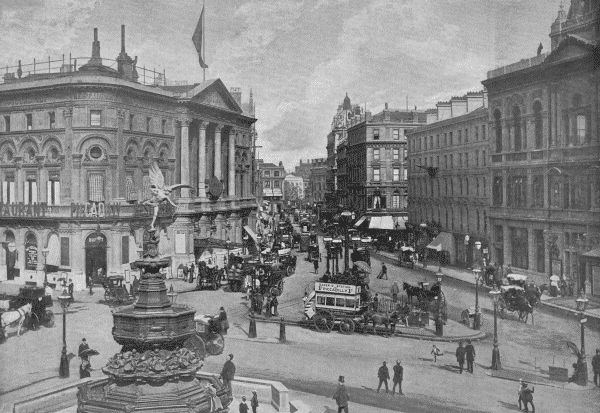
Giao lộ Piccadilly, năm 1896. Hướng tới thẳng Leicester Square

Đại lộ Shaftesbury từ phía giao lộ Picadilly, năm 1949

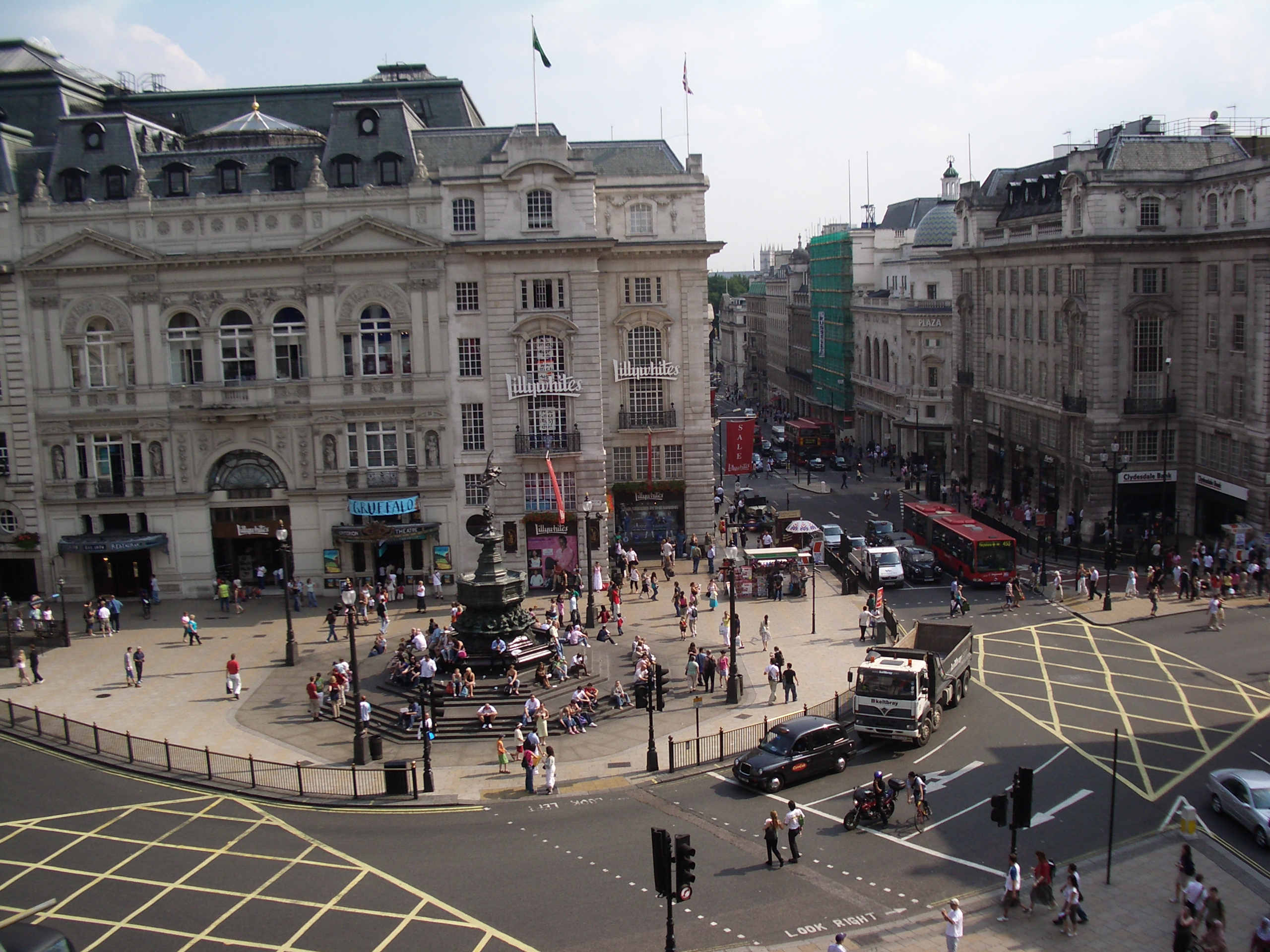
giao lộ Piccadilly, năm 2005

Giao lộ Piccadilly kết nối với đường chính Piccadilly, một con đường được xuất hiện lần đầu tiên vào năm 1626 với tên Piccadilly Hall, được đặt theo tên một ngôi nhà thuộc về một thợ may nổi tiếng Robert Baker, để bán piccadill hoặc piccadillies, một thuật ngữ được sử dụng cho các loại vòng cổ. Con đường này được gọi là Portugal Street vào năm 1692 để vinh danh Catarina Henriqueta của Bồ Đào Nha, vương hậu của vua Charles II nhưng được biết đến với cái tên Piccadilly vào năm 1743.
Giao lộ Piccadilly được xây dựng vào năm 1819, tại ngã ba với đường chính là phố Regent, sau đó được xây dựng theo kế hoạch của John Nash trên trang web của một ngôi nhà và khu vườn thuộc về Lady Hutton; lúc đó giao lộ được gọi là Regent Circus South (giống như Oxford Circus được gọi là Regent Circus North) và giao lộ chỉ bắt đầu được gọi tên là Piccadilly Circus cho đến giữa những năm 1880, với việc xây dựng lại Regent Street. Trong thời gian này, việc xây dựng Đại lộ Shaftesbury ảnh hưởng mất đi hình dạng vòng xoay của Piccadilly Circus.

## Các địa điểm tham quan
Piccadilly Circus được bao quanh bởi các điểm thu hút khách du lịch, bao gồm Đài tưởng niệm Shaftesbury, Nhà hát Criterion, Gian hàng Luân Đôn và các cửa hàng bán lẻ. Câu lạc bộ đêm, nhà hàng và quán bar nằm trong khu vực và khu Soho lân cận, bao gồm cả câu lạc bộ đêm Chinawhite trước đây.

Toàn cảnh giao lộ Piccadilly (2015) từ phía nam

### Đài tưởng niệm Shaftesbury và tượng thần Anteros

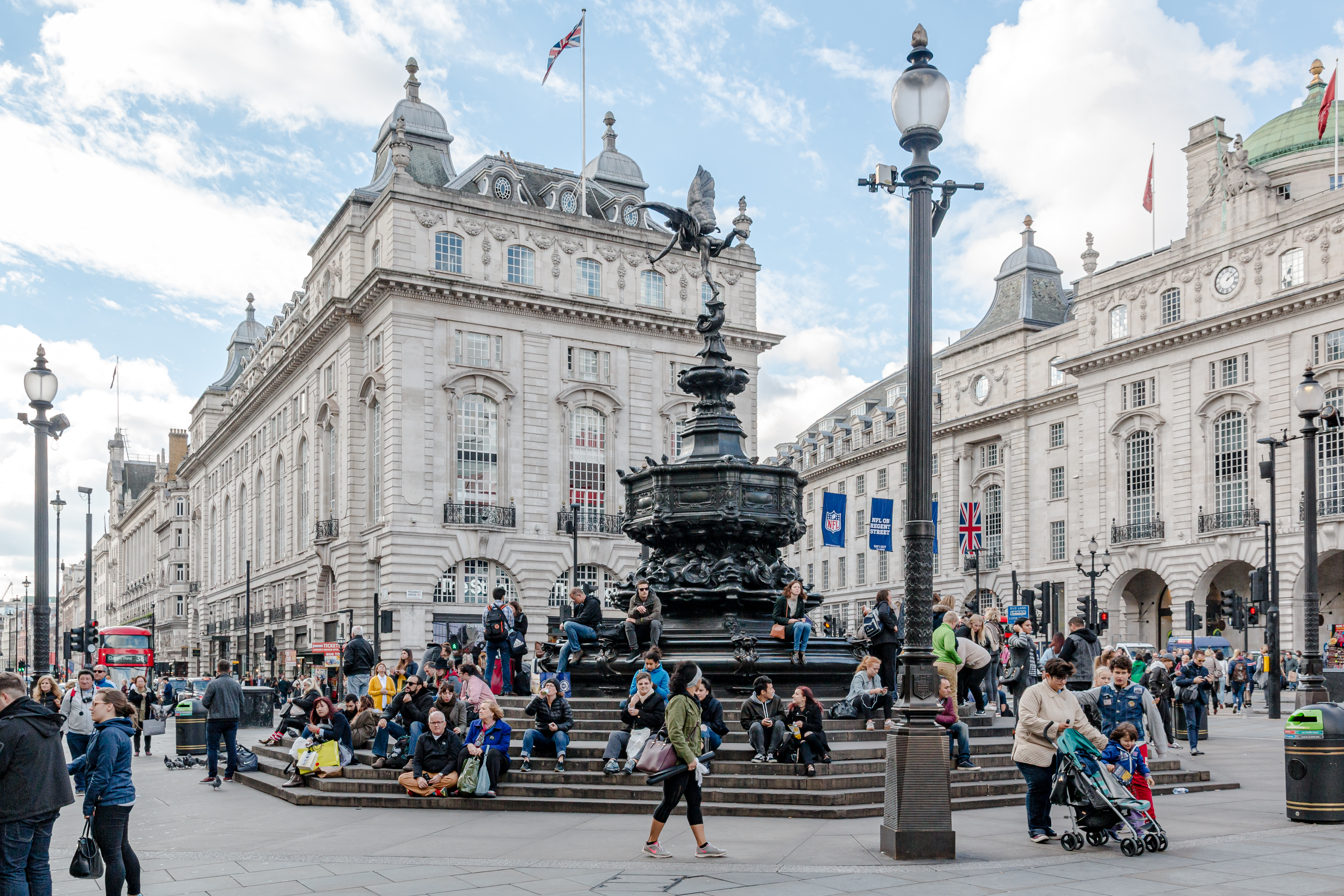
Du khách nghỉ chân xung quanh Đài tưởng niệm Shaftesbury

Đài tưởng niệm Shaftesbury là một Đài phun nước nhìn ra phía tây nam của Đại lộ Shaftesbury, nằm ở phía đông nam của Piccadilly Circus. Vị trí ban đầu của đài tưởng niệm là bồn binh trung tâm Piccadilly Circus bị di chuyển sau Thế chiến II.
Đài tưởng niệm được xây dựng vào năm 1892, để tưởng nhớ chúa Shaftesbury, là một chính trị gia, nhà từ thiện và nhà cải cách xã hội. Ông đã vận động từ thiện để ngăn chặn lao động trẻ em trong các nhà máy trong thời đại Victoria. Chủ đề của Đài tưởng niệm là vị thần Hy Lạp Anteros và được đặt tên là "Thiên thần Từ thiện của Kitô giáo" (The Angel of Christian Charity).

### Thương hiệu và bảng quảng cáo

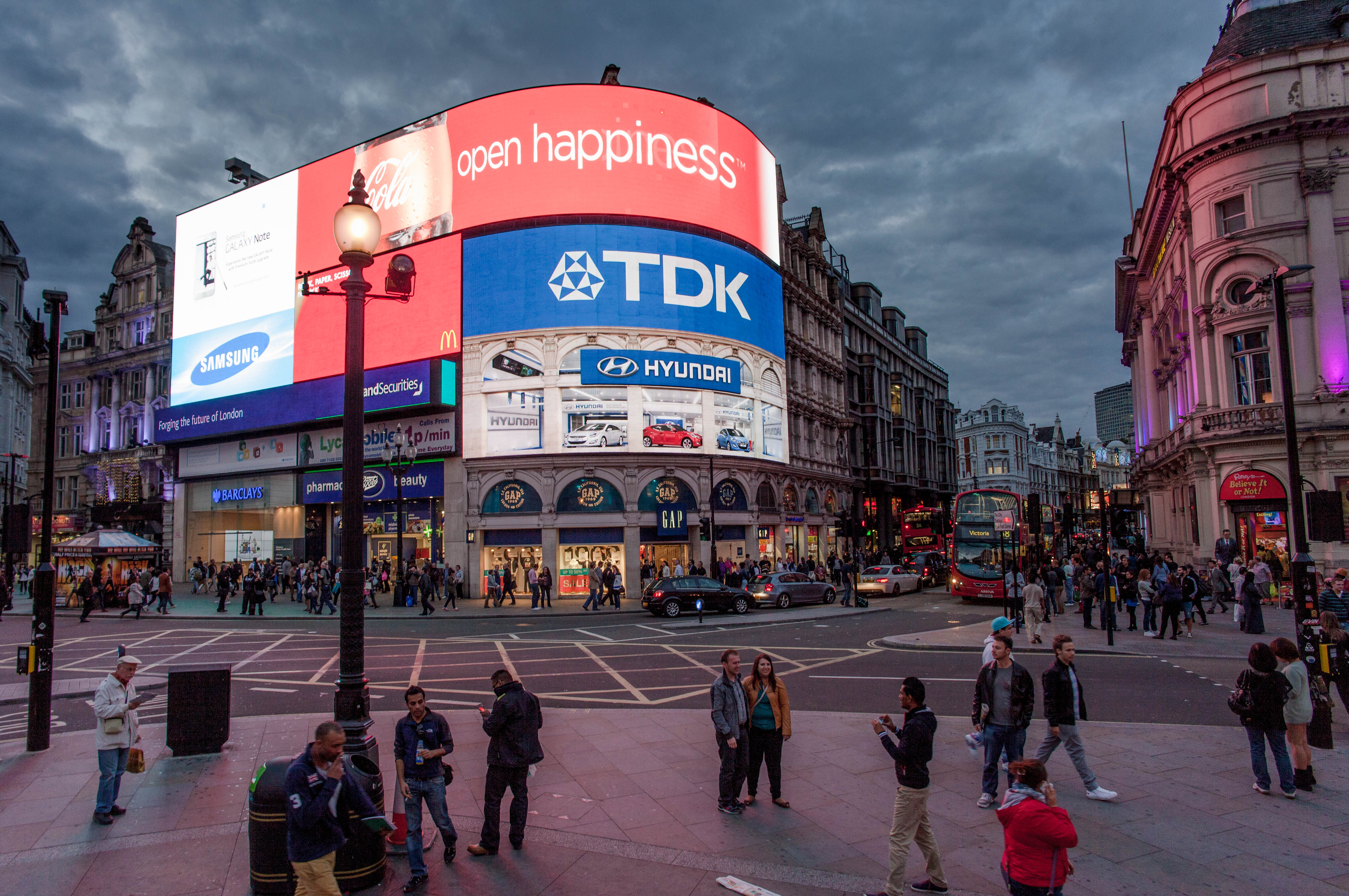
Các tấm áp phích trên toà nhà

Piccadilly Circus không chỉ được biết đến với đài tưởng niệm mà còn là các tấm bảng hiệu quảng cáo. Bảng hiệu quảng cáo đầu tiên được đặt trên nóc của Luân Đôn Pavilion năm 1900. Theo thời gian, những bóng đèn trắng trở thành những ống neon đầy màu sắc. 
Không gian quảng cáo được sử dụng bởi các nhà sản xuất gồm:
- Coca-Cola đã có một bảng quảng cáo trên Piccadilly Circus từ những năm 1950.[5] Quảng cáo hiện tại có từ năm 2003, khi máy chiếu kỹ thuật số trước đó và khu vực quảng cáo của Nescafé trước đây được thay thế bằng màn hình LED hiện đại.
- Hyundai là biển quảng cáo mới nhất. Nó đã thay thế cho nhãn hiệu Sanyo vào ngày 29 tháng 9 năm 2011,[6] không thay đổi kể từ cuối những năm 1980.
- TDK đã thay thế bảng quảng cáo Kodak trước đây từ năm 1990. Dự luật gần như không thay đổi trong những năm qua. Chỉ trong năm 2001, màu sắc của các ống neon trong nền đã được thay đổi từ màu xanh lá cây sang màu xanh lam và các từ "băng âm thanh & video" và "đĩa mềm" đã bị xóa khỏi logo. Vào tháng 8 năm 2010, quảng cáo NEON đã được chuyển đổi sang công nghệ LED bằng cách sử dụng một bảng quảng cáo trông giống hệt nhau. Kể từ cuối tháng 3 năm 2015, TDK đã ngừng quảng cáo trên Piccadilly Circus.
- McDonald's đã bắt đầu quảng cáo trên trang mạng từ những năm 1980 và sử dụng lại không gian quảng cáo trước đây của công ty BASF. Năm 2001, bảng hiệu quảng cáo đã được thay đổi từ đèn neon sang màn hình LED. Một màn hình lớn hơn, sáng hơn đã được lắp đặt bởi Daktronics vào năm 2008.[7]
- Samsung đã thay thế bảng quảng cáo cho Panasonic. Bảng đã được thay đổi từ neon sang màn hình LED vào năm 2005.

### Khu mua sắm Luân Đôn Pavilion

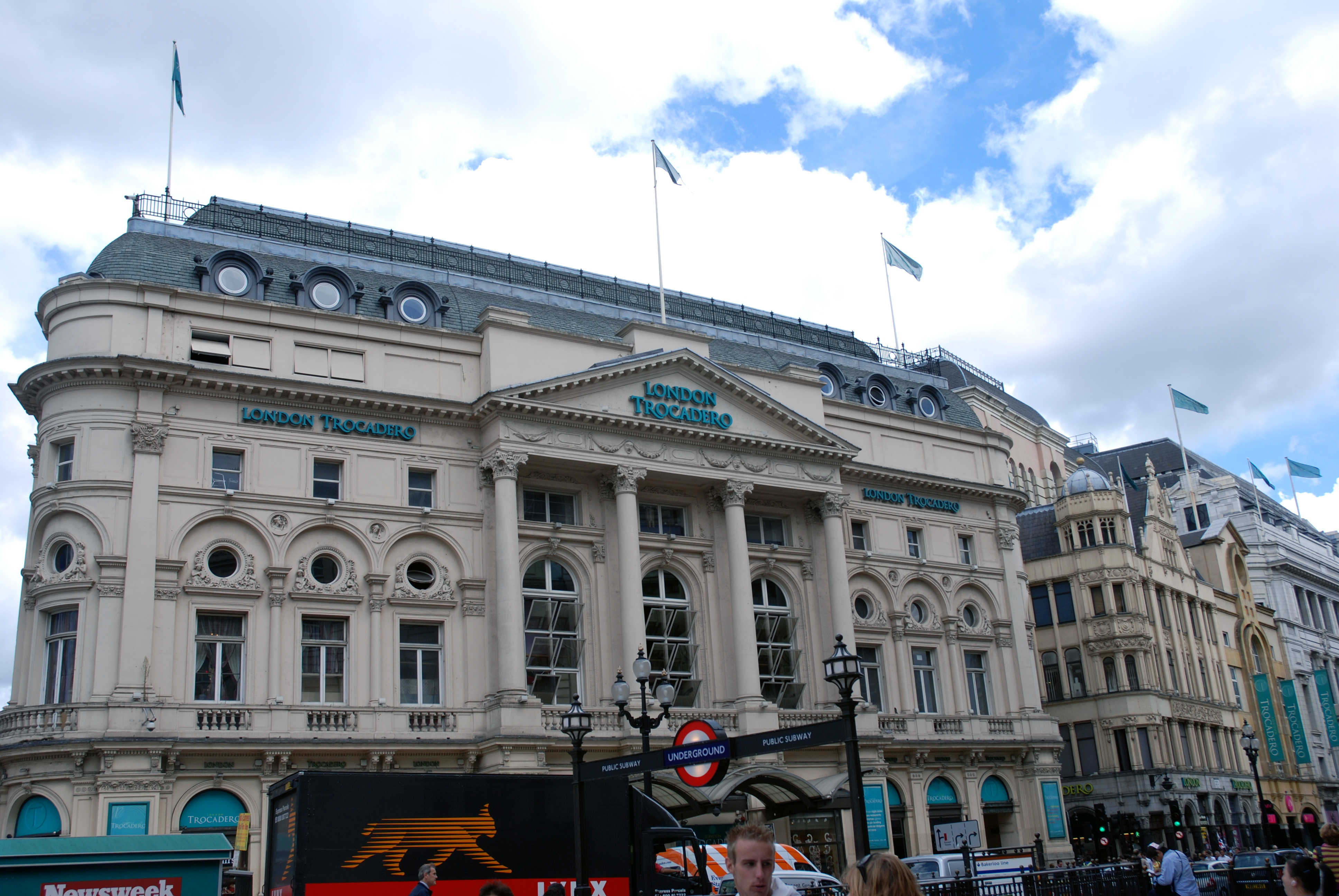
Mặt tiền Luân Đôn Pavilion

Luân Đôn Pavilion là một tòa nhà phức hợp nằm ở góc đường Đại lộ Shaftesbury và đường Coventry ở hướng đông bắc của giao lộ Piccadilly. 
Vào năm 1885, Đại lộ Shaftesbury được xây dựng thông qua hướng toà nhà.
Năm 1934, tòa nhà đã trải qua sự thay đổi cấu trúc đáng kể và được chuyển đổi thành rạp chiếu phim. Năm 1986, tòa nhà được xây dựng lại, bảo tồn mặt tiền năm 1885 và chuyển đổi thành khu mua sắm.
Tầng hầm của tòa nhà kết nối với nhà ga Piccadilly và tòa nhà phần còn lại của Trung tâm Trocadero.

### Cửa hàng bách hoá

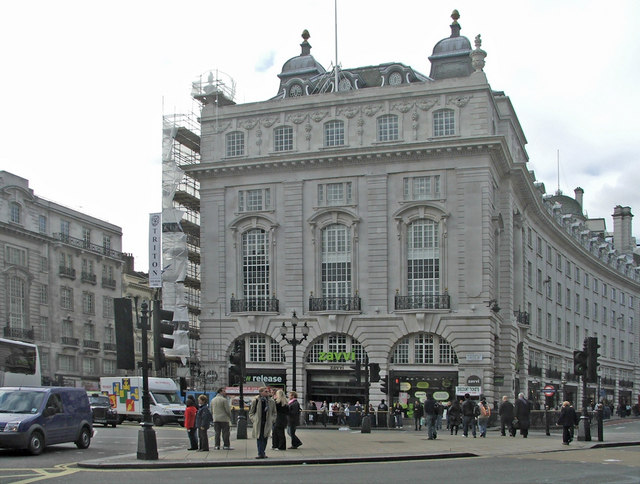
Tòa nhà ở góc phố Regent và giao lộ Piccadilly, từng là cửa hàng bách hóa Swan & Edgar.

Các cửa hàng bách hóa Swan & Edgar trước đây nằm ở phía tây của giao lộ Piccadilly và Phố Regent.
Toà nhà xây dựng vào năm 1928 theo thiết kế của kiến trúc sư Reginald Blomfield. Kể từ khi đóng cửa cửa hàng bách hóa vào đầu những năm 1980, tòa nhà này đã liên tiếp đổi chủ thuê thương hiệu là chuỗi cửa hàng âm nhạc Tower Records, Virgin Megastore và sau đó là Zavvi. 
Năm 2010, Công ty thuê mặt bằng hiện tại là thương hiệu quần áo The Sting.

### Phòng cứu hỏa quận

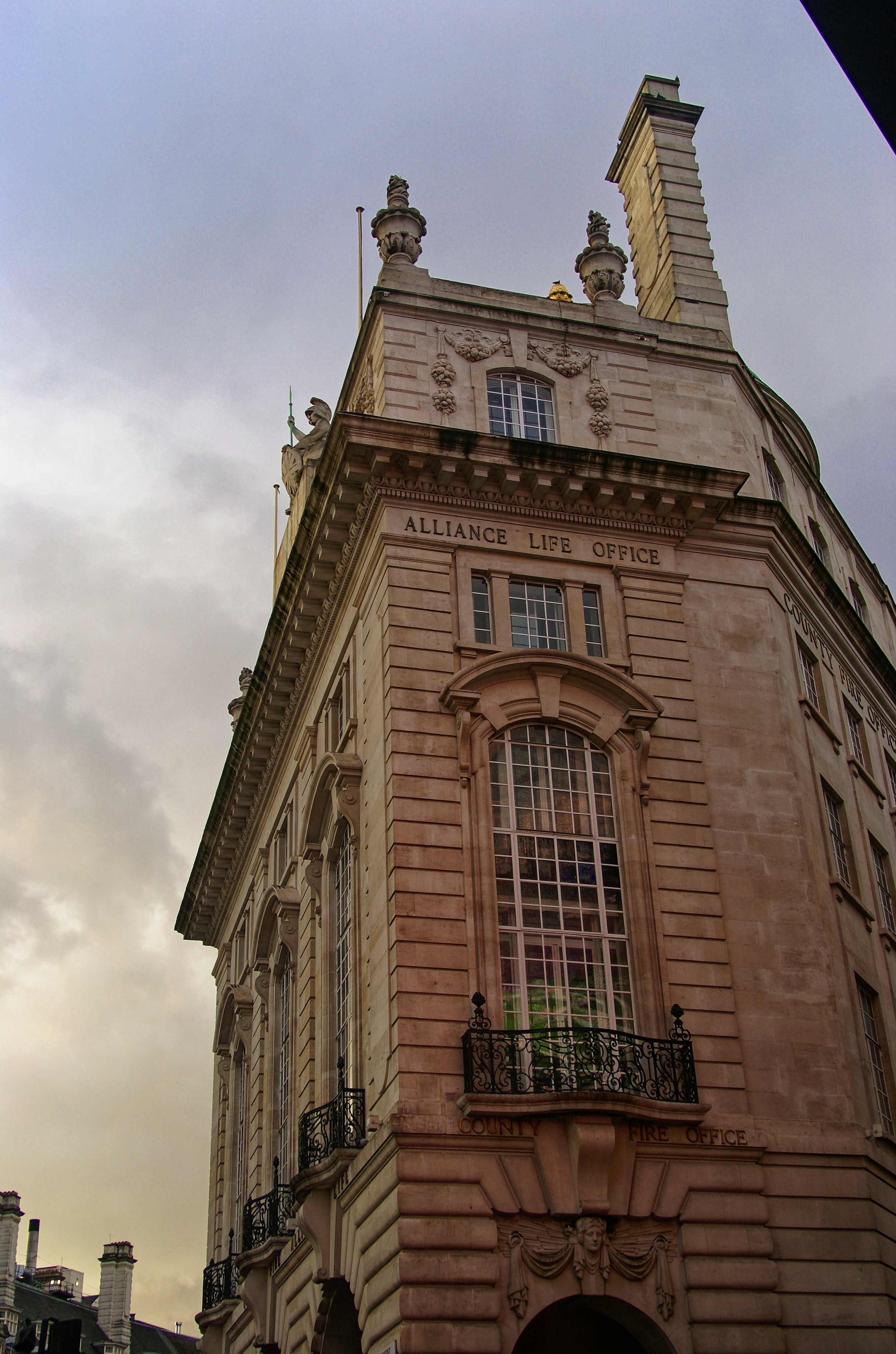
Phòng cứu hỏa quận tại giao lộ Piccadilly

Phòng cứu hỏa quận (County Fire of Office) là một tòa nhà lịch sử nằm ở hướng bắc của giao lộ, cạnh góc phố Glasshouse. Tòa nhà ban đầu được thiết kế bởi kiến trúc sư John Nash, là điểm đầu hướng nam của Phố Regent. Đây là tòa nhà duy nhất trong khu vực giao lộ Piccadilly bị hư hại, và được xây lại bằng một tòa nhà thô hơn nhưng cấu trúc tương tự được thiết kế bởi kiến trúc sư Reginald Blomfield.
Trong những năm 1819-1970, tòa nhà từng là trụ sở của công ty bảo hiểm County Fire Office Limited (tồn tại từ năm 1807 đến 1985).
Vào năm 1990, Phòng cứu hỏa quận được xếp hạng tòa nhà di tích lịch sử hạng II.

## Giao thông

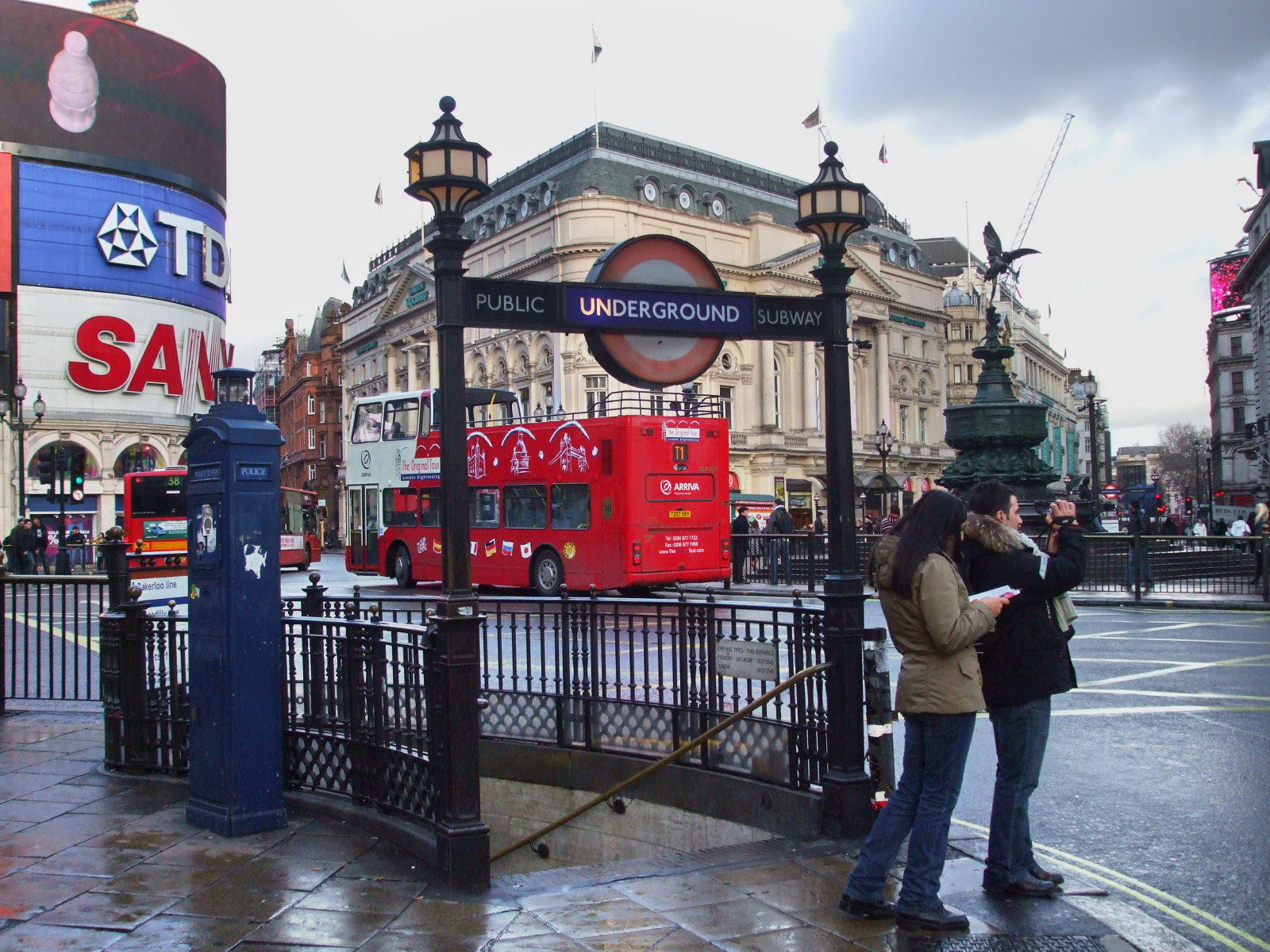
Lối vào nhà ga Piccadilly Circus ở phía bắc, nhìn về phía giao lộ Piccadilly.

Piccadilly Circus kết nối hạ tầng với Tàu điện ngầm Luân Đôn nằm trực tiếp bên dưới khu Piccadilly Circus. Đây là một trong số ít các trạm không có tòa nhà liên quan trên mặt đất và hoàn toàn dưới lòng đất. Các lối đi dưới mặt đất và lối vào tàu điện ngầm được liệt kê đi tích lịch sử ở cấp II.
Hệ thống nhà ga nằm trên tuyến Piccadilly giữa Công viên và Leicester Square và tuyến Bakerloo giữa Charing Cross và Oxford Circus.